# Johann Christoph Stockhausen

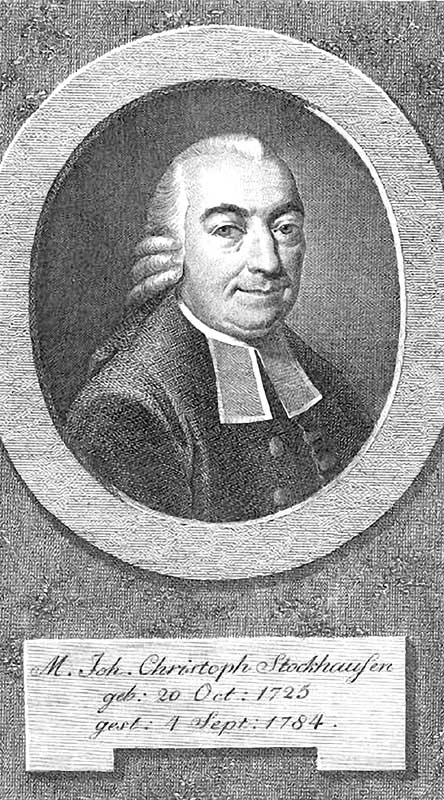
Johann Christoph Stockhausen

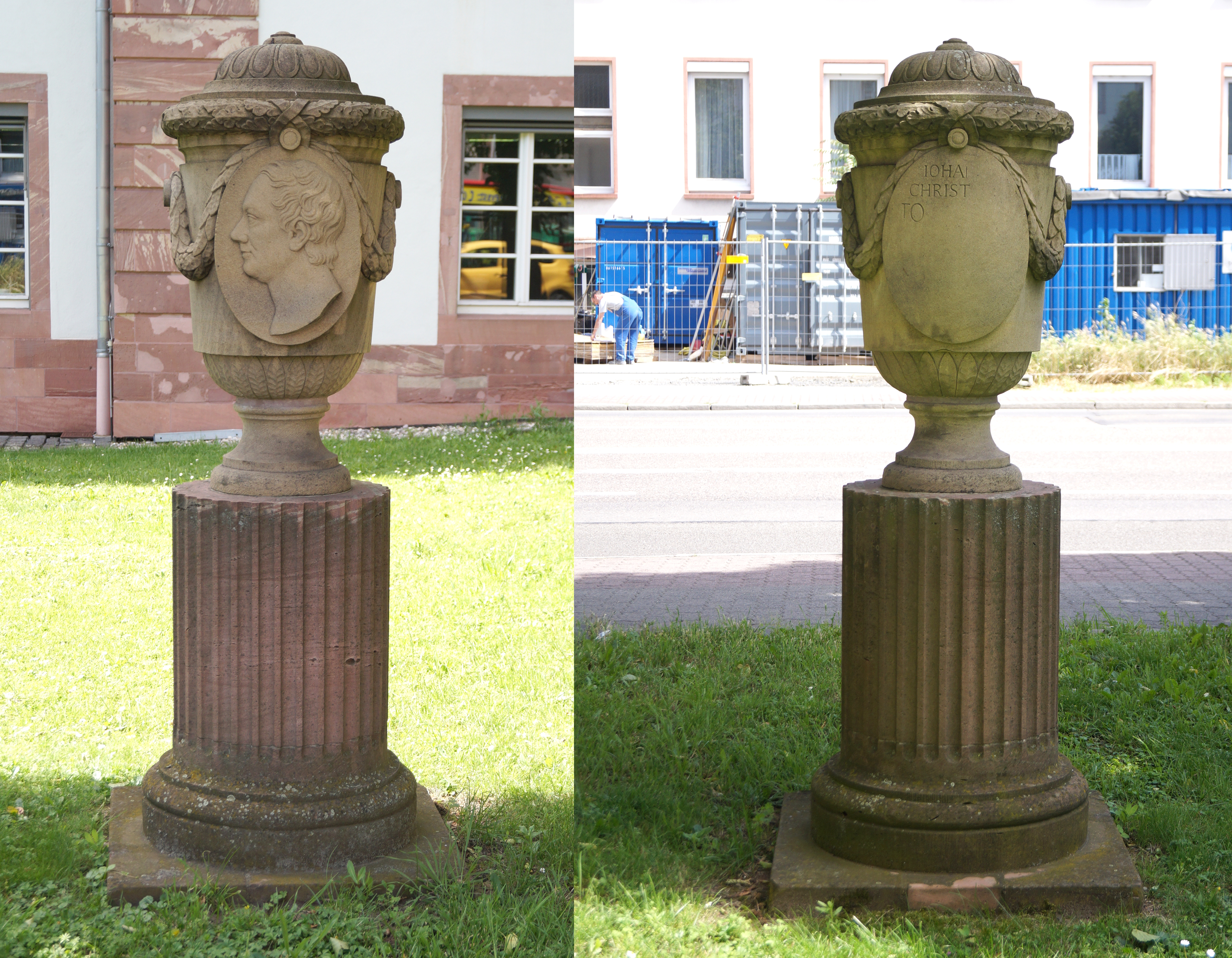
Grabmal Stockhausens vor dem Justizgebäude Hanau

Johann Christoph Stockhausen (* 20. Oktober 1725 in Gladenbach; † 1. September 1784 in Hanau) war ein deutscher Pädagoge und lutherischer Theologe.

## Leben
Johann Christoph Stockhausen war der jüngste Sohn des Oberpredigers Anton Daniel Stockhausen und dessen Frau Anna Maria († 1728), Tochter des braunschweigischen Hof- und Landrates Bodo Oldekopp aus Wolfenbüttel. Nachdem er anfänglich vom Vater erzogen wurde, erhielt er eine weitere Ausbildung von Hauslehrern und besuchte 1740 das Gymnasium in Idstein. Hier erhielt er unter anderem die schulische Förderung von Johann Christian Lange (1669–1756), Johann Michael Stritter (1705–1781) und Johann Martin Wenk (1704–1761), die ihn besonders in den alten Sprachen ausbildeten und das Rüstzeug mitgaben, eine Hochschule besuchen zu können.
1741 bezog er die Universität Gießen, um ein Studium der philosophischen und theologischen Wissenschaften zu absolvieren. Dabei besuchte er die philosophischen Vorlesungen bei Heinrich Christoph Nebel (1715–1786), Philipp Nikolaus Wolf (1707–1762), Johann Ernst Höpfner (1702–1755), Johann Ludwig Alefeld und Jakob Friedrich Müller. Auf dem Gebiet der Theologie waren Johann Hermann Benner (1699–1782) und Reinhard Heinrich Roll (1683–1768) seine Lehrer. Nach einem kurzen Aufenthalt in Kirdorf begab sich Stockhausen 1744 an die Universität Jena, wo Johann Georg Walch, Karl Gotthelf Müller (1717–1760) und Johann Peter Reusch (1691–1758) seine philosophischen und theologischen Kenntnisse erweiterten. 1746 wurde er durch eine Krankheit seines Vaters nach Kirdorf zurückbeordert. Er ging nach dessen weitgehender Genesung nach Marburg, wo er als Hauslehrer seinen Lebensunterhalt bestritt und nebenbei seine Studien vorantrieb.
Auf einer Reise nach Sachsen erwarb er am 30. April 1746 an der Universität Wittenberg den akademischen Grad eines Magisters der Philosophie, habilitierte sich in Marburg 1746 und ging im Folgejahr an die Universität Helmstedt. Gefördert von Christoph Timotheus Seidel erhielten seine Vorlesungen einen regen Zulauf und er wurde dort 1749 Mitbegründer und erster Vorsitzender der deutschen Gesellschaft in Helmstedt. 1752 ging er als Konrektor ans Johanneum Lüneburg, wurde am 30. Oktober 1761 Rektor der Lehranstalt und 1767 Rektor des Fürstlichen Pädagogiums in Darmstadt. Am 6. August 1769 übernahm er als Oberpfarrer in Hanau die dortige Superintendentur und wurde damit verbunden Konsistorialrat. Diese Stelle hatte er bis zu seinem Lebensende inne. Sein Interesse an Naturgeschichte führte ihn 1782 als Mitglied in die Deutsche Akademie der Naturforscher Leopoldina. Er war zudem Mitglied der Deutschen Gesellschaft zu Göttingen, der lateinischen Gesellschaft in Karlsruhe, der fürstlich hessischen akademischen Sozietät der Wissenschaften in Gießen und der Gesellschaft zum Nutzen der Wissenschaften und Künste in Frankfurt an der Oder.
Stockhausen heiratete 1753 in Lüneburg Anna Cäcilia, die jüngste Tochter des Predigers Metzendorf. Aus der Ehe stammt die Tochter Dorothe Luise († 1762), die jedoch schon in früher Kindheit verstarb.
Stockhausen veröffentlichte mehrere Aufsätze in den Fachjournalen seiner Zeit, so zum Beispiel im Hannoverischen und Neuen Hamburgischen Magazin. Aus seinem Verständnis von Religiosität hatte er zahlreiche Schriften verfasst, die zur Bildung und Verfeinerung des guten Geschmacks in Deutschland beitrugen. Zudem befasste er sich als Naturforscher mit geologischen Gegebenheiten seiner Umgebung.
Stockhausens Grabmonument hat sich auf dem Alten Deutschen Friedhof in Hanau erhalten. Es wurde nach Aufgabe des Friedhofs vor das Justizgebäude versetzt und anlässlich einer dortigen Renovierung 2003 durch eine Replik ersetzt, um das Original vor Witterungseinflüssen zu schützen.

## Werke
- Disp. de sapiente obligatione divina per fata. Muller, Marburg 1746. (Digitalisat)
- Ankündigung seiner Vorlesungen. Marburg 1746.
- Theses ad disputandum propositae. Syllogae X. Marburg 1746–1747.
- Theologiae naturalis inter gentes sanae rationis principiis applicatae specimen. Muller, Marburg 1747. (Digitalisat)
- Diss. de officiis circa creaturas inferiores. Helmstedt 1748.
- Diss. de idea oratoris. Helmstedt 1748.
- Progr. de usu physices insigni, eamque tradendi optima methodo. Helmstedt 1748.
- Trostgründe der Vernunft wider die Verläumdungen. Meißner, Wolfenbüttel 1749. (Digitalisat)
- Rede, worin bewisen wird, daß die Beredsamkeit eine Hauptwissenschaft sei. Wolfenbüttel 1749.
- Exercitationum politicarum biga de jure et cura Principis circa Academias. Meisner, Leipzig und Wolfenbüttel 1749. (Digitalisat)
- Die wahre Grösse eines Fürsten; eine Rede auf den Geburtstag des Herzogs Karl zu Braunschweig. Wolfenbüttel 1749.
- Der Tod, als die wahre Geburt des Menschen; ein Trostschreiben. Helmstedt 1749.
- Progr. von den Verdiensten der Großen um die Aufnahme der schönen Wissenschaften. Helmstedt 1750. (Digitalisat)
- Abhandlung über die Ursachen, Gesetze einzuführen und abzuschaffen, von dem Verfasser der Brandenburgischen Merkwürdigkeiten; aus dem Französischen. Frankfurt und Leipzig 1751.
- Epikur, als ein Kenner und Freund der schönen Wissenschaften, wider seine Ankläger vertheidigt; ein Progr. Leuckardt, Helmstedt 1751. (Digitalisat)
- Grundsätze wohleingerichteter Briefe nach den neuesten und bewährtesten Mustern der Teutschen und der Ausländer. Helmstedt 1751, 1752, 1753, 1760, 1766 (Nachdruck Wien 1767), Leipzig 1778. (Digitalisat Ausg. 1751)
- Lehre der angenehmen Empfindungen; aus d. Franz. (des de Pouilly) übersetzt und mit Anmerkungen von einem Mitgliede der Teutschen Gesellschaft in Helmstädt. Haude und Spener, Berlin 1751. (Digitalisat)
- Critischer Entwurf einer auserlesenen Bibliothek für die Liebhaber der Philosophie und schönen Wissenschaften. Zürn Gebrauch akademischer Vorlesungen. Berlin 1752 (eigentl. 1751) (Digitalisat), 1758 (online), 1764, 1771 (online).
- Sammlung vermischter Briefe. Helmstedt 1752–1758, 3 Teile. Weygand, Helmstedt 1758. (Digitalisat Theil 1), (2. Theil), (Theil 3)
- Diss. de propagata philosophia morali per carmina et poëmata. Helmstedt 1752.
- Betrachtungen über die verschiedenen Charaktere der Menschen. Weygand, Helmstedt 1754. (Digitalisat)
- Des Herrn. le Moine Betrachtungen über den Ursprung und Wachsthum der schönen Wissenschaften bey den Römern, und die Ursachen ihres Verfalls; aus dem Französischen übersetzt, und mit einer Abhandlung von den Bibliotheken der Römer begleitet. Schmidt, Hannover und Lüneburg 1755. (Digitalisat)
- Briefe über verschiedene Gelegenheiten und Vorfälle. Helmstedt 1756, Riga 1772 (online).
- Neue Sammlung von Staatsbriefen und Reden; nebst einer vorgesetzten Abhandlung von der politischen Schreibart. Helmstedt 1756.
- Sechs Weihnachtslieder. Latein u. Teutsch. Lüneburg 1761–1766.
- Progr. de Conrectoribus Jobannei. Lüneburg 1762.
- Progr. de curriculi scholastici cum academico nexu felici. Lüneburg 1762.
- Progr. auf die Frîedensfeier. Lüneburg 1763.
- Rede auf die Vermählung des Erbprinzen, v. Braunschweig. Lüneburg 1764.
- Nachricht von der Anlegung einer Schulbibliothek bei dem Johanneo zu Lüneburg. Lüneburg 1765.
- Memoria A. W. de Marne, Conrectoris. Lüneburg 1765.
- Muster der Staatsberedsamkeit in einigen neuen Reden und Briefen großer Herren und vornehmer Staatsmänner als Exempel zum Nutzen rhetorischer Lectionen gesammelt; nebst einigen Betrachtungen über die Geschichte der Staatsberedsamkeit begleitet. Haude und Spener, Berlin 1767, 1768. (Digitalisat)
- Progr. de Hermanno Tulichio. Lüneburg 1766.
- Progr. de Friderici III Imp. privilegio academico civitati Luneb. concesso. Lüneburg 1766.
- Progr. de momentis quibusdam circa juventutis educationem plerumque neglectis. Darmstadt 1767.
- Progr. von der Verbesserung der Zeiten durch die verbesserte Erziehung der Jugend. Darmstadt 1767.
- Memoria J, P. Zahnii. Darmstadt 1767.
- Progr. von den vornehmsten Ursachen, warum, ungeachtet aller guten und bekannten Erinnerungen, die Erziehung der Jugend betreffend, dennoch von den meinen nach der Art, die sie dabei beobachten, mehr verdorben als gutgemacht wird. Darmstadt 1768.
- Rede auf die Vermählung des Landgrafen v. Hessen-Homburg und des Prinzen Karl v. Mecklenburg-Strelitz mit zwei Hessen-Darmstädtischen Prinzessinnen. Darmstadt 1768.
- Progr. de praecipuis quibusdam litterarum praeiidiis in Graecorum et Romanorum scholis. Darmstadt 1768.
- Progr. Von der Erziehung der Jugend, welche insonderheit die Bildung des Herzens betrifft. 1. Stück, Darmstadt 1768.
- Progr. Von der zwar kurzen, aber beliebten und erspriesslichen Führung seines bisherigen Lehramts. Darmstadt 1769.
- Rede auf die höchst beglückte Vermählung Sr. königl. Hoheit des Prinzen von Preussen mit der Durchl. Prinzessin Friderike. Darmstadt 1769.
- Progr. de Apotheosi Principum apud veteres. Darmstadt 1769.
- Progr. Brevis historia Paedagogii Darmstadiensis. Darmstadt 1769.
- Abschiedsrede in Darmstadt, samt dem Programm. Darmstadt 1769.
- Bibliothek der neuesten ausländischen Literatur, oder Auszüge aus den besten und neuesten Wochen – und Monatsschriften der Ausländer für das J. 1770. Hanau 1770.
- Sammlung einiger Predigten. Hanau 1770.
- Sammlung einiger Predigten. Hanau 1771.
- Neue Auszüge aus den besten ausländischen Wochen und Monatsschriften. 3 Bände, Hanau 1771–1772, 3 Bde.
- Gedächtnißrede auf den Tod der Landgräfin Maria von Hessen. Hanau 1772.
- Der Hanauische Katechismus, verbessert und vermehrt. Hanau 1777.
- Grundrisse von Predigten über evangelische und epistolische Texte. Hanau 1777–1786, 4 Teile.
- Weihnachtsgeschenk für Kinder. Hanau 1777–1782, 6 Stücke; 2. Auflage. Hanau 1784, 2 Bde.
- Predigten über gewählte Texte. Frankfurt am Main 1777–1779, 2 Teile.
- Ueber das alte und neue Christenthum, ein Sonntagsblatt. Hanau 1781; 2. Teil ebenda 1782.
- Neues Hanauisches Gesangbuch, veranstaltet und gesammelt. Hanau 1779.
- Neue Predigten über gewählte Texte. Krieger, Gießen 1781. (Digitalisat)
- Grundsätze der christlichen Religion, mit ausgedruckten Stellen der heil. Schrift, nach der Ordnung des Katechismus; zum Gebrauch der evang. luther. Schulen in der Grafschaft Hanau – Münzenberg. Hanau 1781.
- Ueber das alte und neue Christenthum. Waisenhaus, Hanau 1781–1782, 2 Teile.